# RNF MotoGP Racing
RNF MotoGP Racing fue un equipo malayo de motociclismo que compitió desde la temporada 2022 en el Campeonato del mundo de MotoGP.

## Historia
El origen del equipo es el Sepang Racing Team (SRT), equipo propiedad del Circuito Internacional de Sepang y administrado por el exdirector ejecutivo del circuito, Razlan Razali, y dirigido por los expilotos Johan Stigefelt y Wilco Zeelenberg. El 14 de agosto de 2021, el patrocinador principal del equipo, Petronas anunció que retiraría su apoyo al equipo al final de la temporada, y 26 de agosto el Circuito Internacional de Sepang anunció que cerrarían todos sus equipos al final de la temporada.
El control del equipo y sus activos fueron asumidos por Razali y Stigefelt para crear el nuevo equipo RNF MotoGP Racing, quienes firmaron un acuerdo con Dorna Sports para ocupar un puesto en la parrilla al menos hasta finales de 2026. Luego de este acuerdo Razali y Stigefelt separaron sus caminos quedando Razali a cargo de este nuevo equipo.
El equipo continuó en 2022 manteniendo varios acuerdos preexistentes del SRT, mantuvieron la estructura de MotoGP con el piloto italiano Andrea Dovizioso en una Yamaha YZR-M1 con especificaciones de fábrica. Su patrocinador principal fue la compañía energética italiana WithU, empresa que estaba en los carenados de las motos del SRT y su segundo piloto fue el sudafricano Darryn Binder, quien tenía un año más de contrato con el Petronas Sprinta Racing, el equipo de Moto3 del Sepang Racing Team.
El 27 de mayo de 2022 durante el Gran Premio de Italia se anunció oficialmente que el equipo dejara Yamaha para pasar a usar motos Aprilia por las siguientes dos temporadas, hasta 2024.

El 27 de noviembre de 2023, el Comité de Selección de MotoGP (Dorna) anunció que no se permitiría la participación del RNF en la temporada de MotoGP de 2024, alegando infracciones e incumplimientos reiterados del Acuerdo de Participación. Posteriormente se anunció que Trackhouse Racing ocuparía el puesto de RNF en la parrilla a partir de la temporada 2024.

## Nombre
El origen del nombre de este nuevo equipo fue un interrogante para todo el mundo una vez que fue conocido hasta el 20 de octubre, día en el cual se anunció su nuevo patrocinador principal y Razali desvelo el significado del nombre del equipo: el nombre proviene de las iniciales de su apellido y de los nombres de sus hijos (Razali, Nadia y Farouk).

## Resultados del equipo en MotoGP
(Carreras en negrita indica Pole position, carreras en cursiva indica Vuelta rápida, xx indica posición en la carrera sprint)
| 2022 | WithU Yamaha RNF MotoGP Team | Yamaha YZR-M1 |    |                  | QAT | INA | ARG | AME | POR | ESP | FRA | ITA | CAT | GER | NED | GBR | AUT | RSM | ARA | JPN | THA | AUS | MAL | VAL |  |    |      |    |      |  |  |
| 2022 | WithU Yamaha RNF MotoGP Team | Yamaha YZR-M1 | 04 | Andrea Dovizioso | 14  | Ret | 20  | 15  | 11  | 17  | 16  | 20  | Ret | 14  | 16  | 16  | 15  | 12  |     |     |     |     |     |     |  | 15 | 21.º | 37 | 11.º |  |  |
| 2022 | WithU Yamaha RNF MotoGP Team | Yamaha YZR-M1 | 35 | Cal Crutchlow    |     |     |     |     |     |     |     |     |     |     |     |     |     |     | 14  | 15  | 19  | 13  | 12  | 16  |  | 10 | 25.º | 37 | 11.º |  |  |
| 2022 | WithU Yamaha RNF MotoGP Team | Yamaha YZR-M1 | 40 | Darryn Binder    | 16  | 10  | 18  | 22  | 17  | Ret | 17  | 16  | 12  | Ret | Ret | 20  | Ret | 16  | 18  | Ret | 21  | 14  | Ret | Ret |  | 12 | 24.º | 37 | 11.º |  |  |